# Quận Piute, Utah

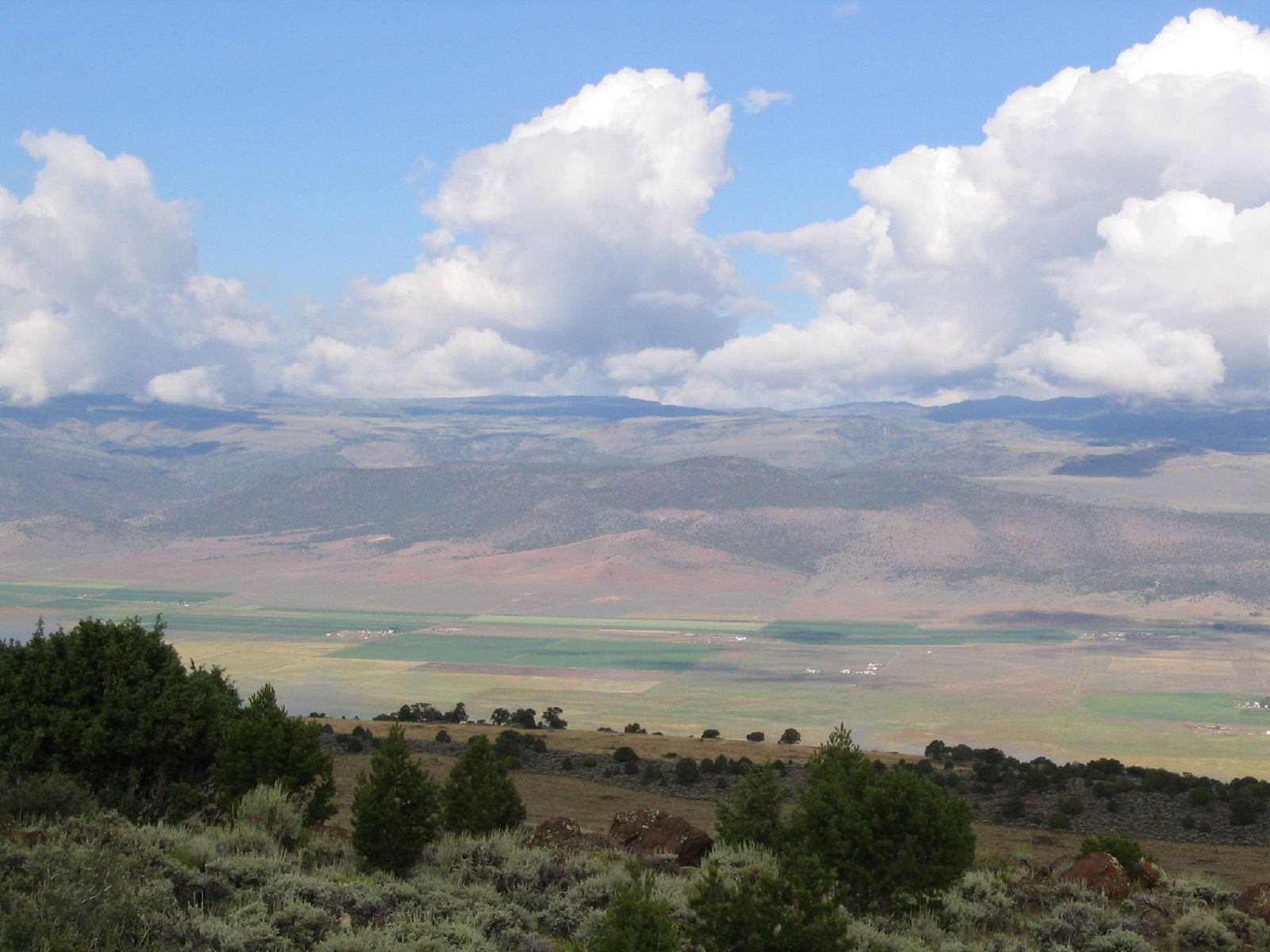
Grass Valley thuộc quận Piute và Sevier, Utah,

Quận Piute là một quận thuộc tiểu bang Utah, Hoa Kỳ. Quận lỵ đóng ở thành phố Junction. Quận được đặt tên theo tên một bộ tộc người bản địa từng sinh sống tại khu vực. Dân số theo điều tra năm 2020 của Cục điều tra dân số Hoa Kỳ là 1,438 người.

## Địa lý
Theo Cục điều tra dân số Hoa Kỳ, quận này có diện tích km2, trong đó có km2 là diện tích mặt nước.